# Olfener Bild

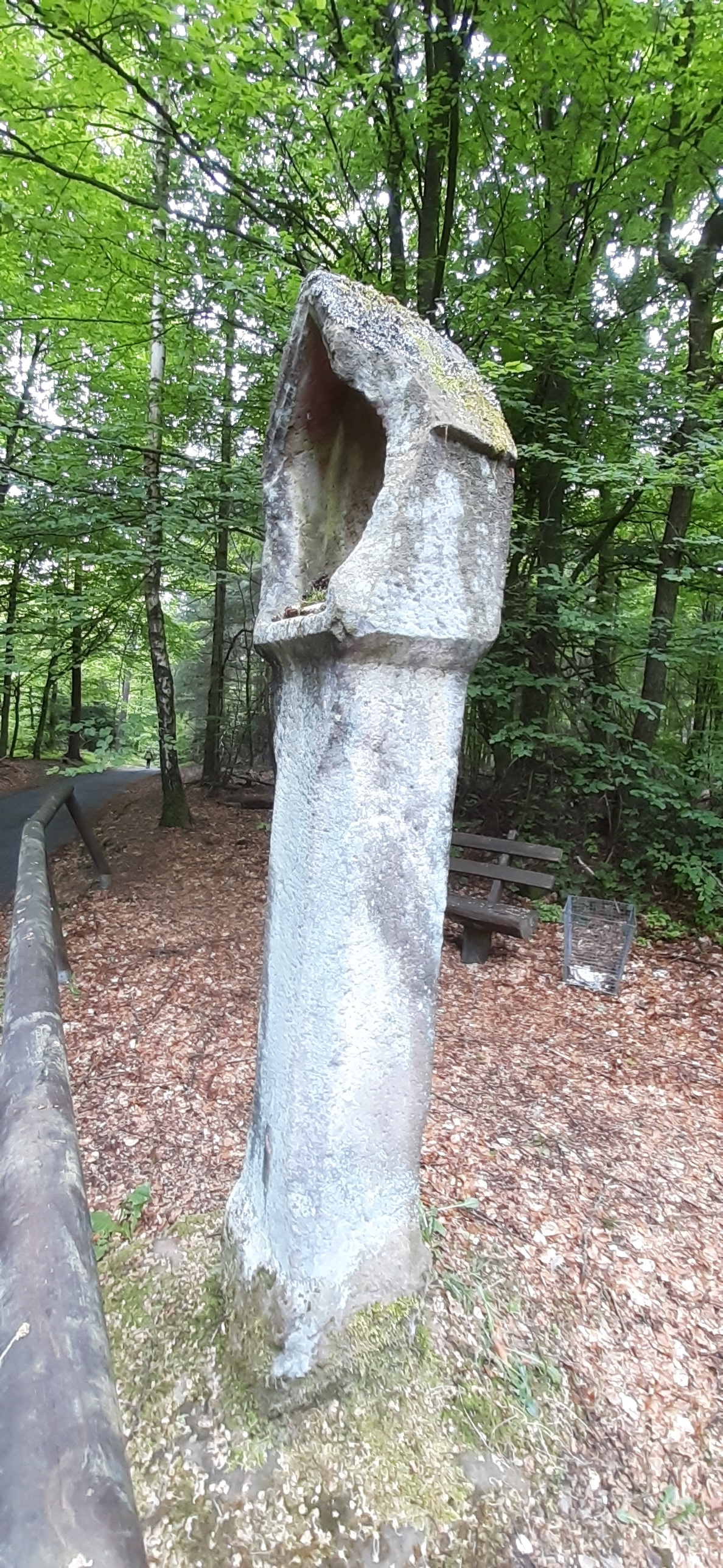
Vorderseite mit leerem Bildstock, Fasung der Kanten und Abschlag sichtbar

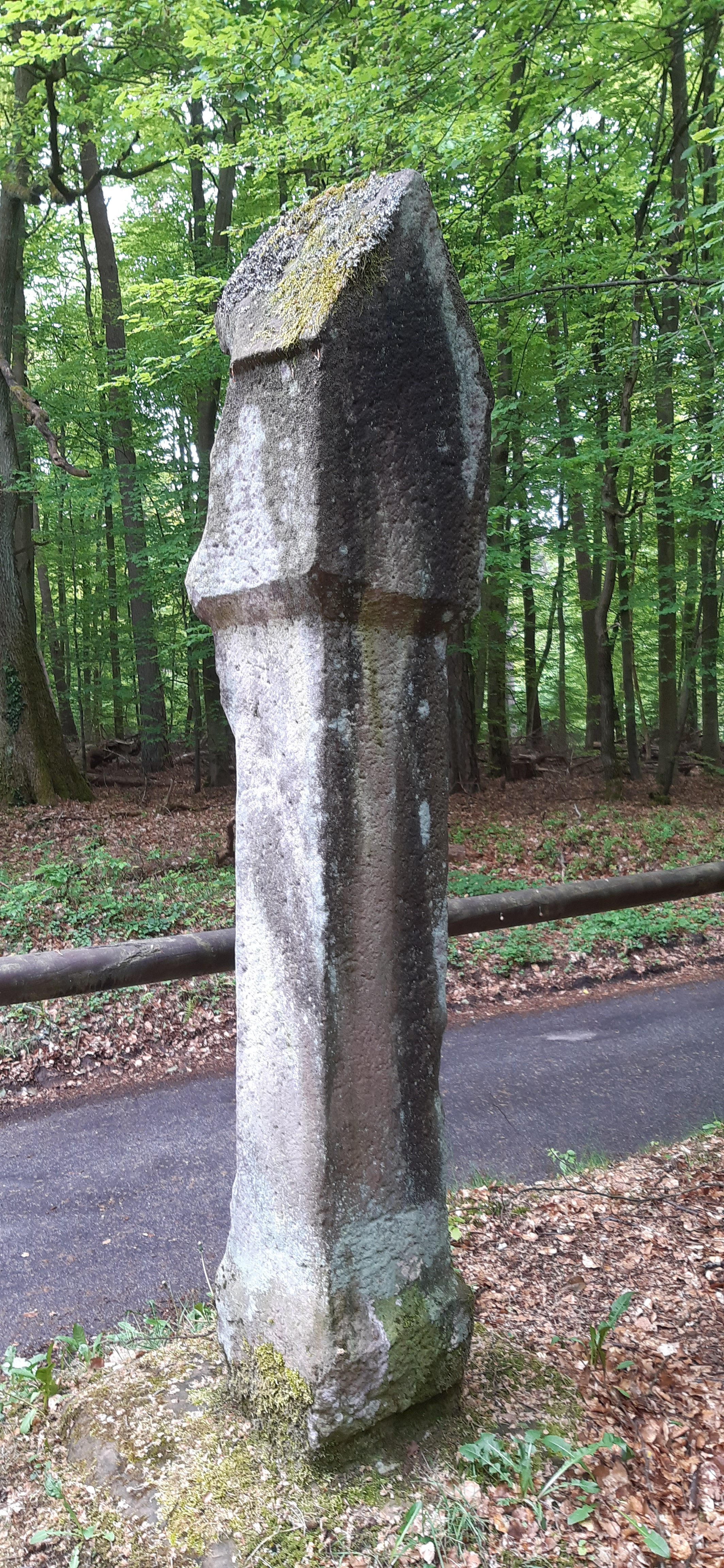
Rückseite

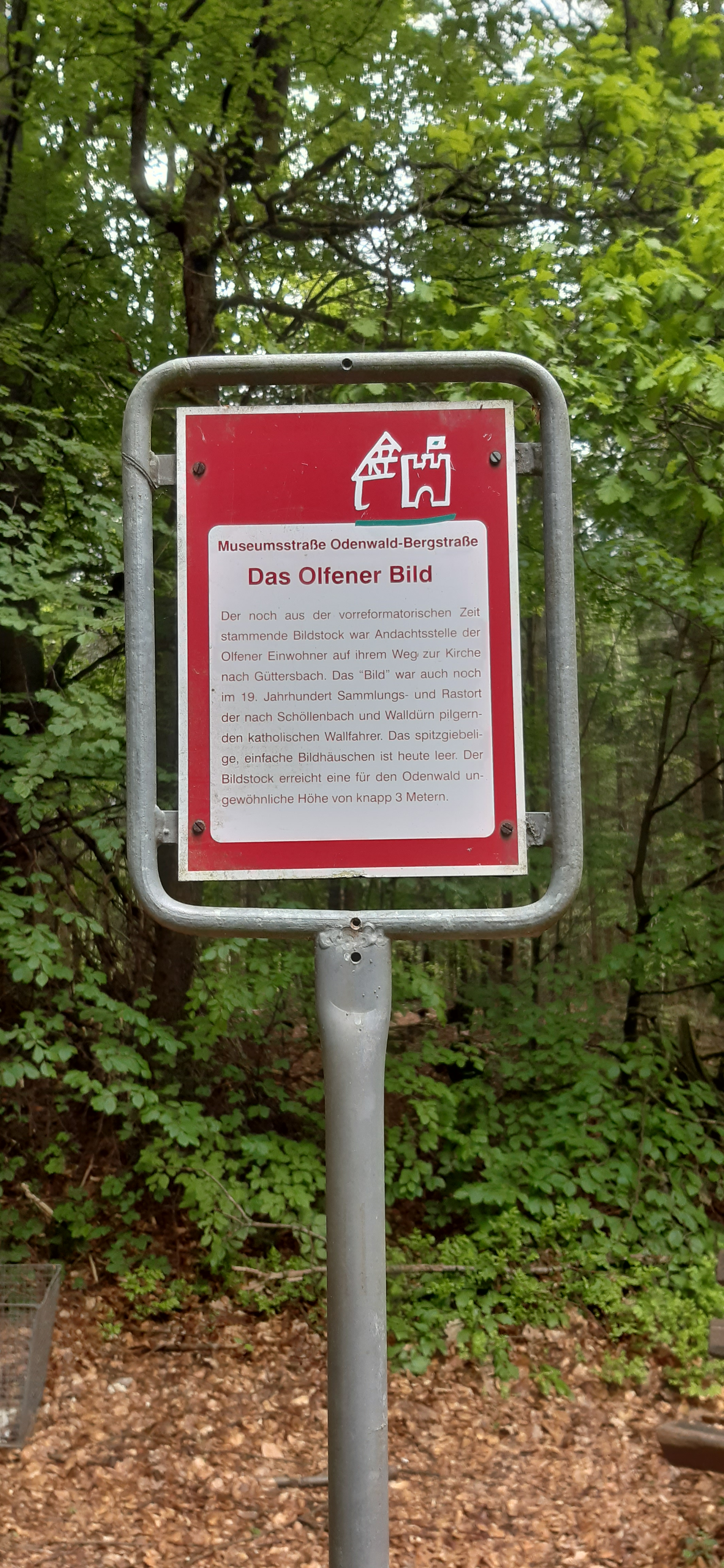
Informationstafel der Museumsstraße

Das sogenannte Olfener Bild (auch vereinfacht Olfer Bild) ist ein einfacher spätgotischer Bildstock aus Sandstein im Odenwald nahe Olfen, heute ein Stadtteil von Oberzent im Odenwaldkreis in Hessen. Er stammt aus vorreformatorischer Zeit, ist ein eingetragenes Kulturdenkmal des hessischen Landesdenkmalamtes mit der Objektnummer 10813 und liegt am Nibelungensteig.

## Lage
Der Bildstock steht auf einem auslaufenden Grat des Spessartskopfes östlich des nördlichen Talendes von Olfen, das vom Finkenbach durchflossen wird, und südlich des Hochmoors Rotes Wasser am heutigen Rundwanderweg Drachenweg an einer Wegkreuzung der Kreisstraße 47.

## Beschreibung
Der Bildstock ist mit Sockel und Aufsatz aus einem Teil gehauen. Der Aufsatz ist als fünfeckige Nische in Hausform gearbeitet, die Dachform betont. Er gehört damit zu einer Reihe an Bildstöcken im Odenwald und an der Bergstraße, die in dieser Form gearbeitet sind, beispielsweise das Rote Bild bei Michelbuch, das Bullauer Bild, das Eulbacher Bild, das Mossauer Bild in Ober-Mossau, der monolithische Bildstock im Reichelsheimer Stadtteil Ober-Ostern oder der Überrest eines Bildstockes in Gammelsbach. Der Olfener Bildstock ist ungewöhnlich hoch; er misst fast drei Meter.
Mit seiner Datierung gehört das Denkmal zu den ältesten Bildstöcken im Odenwald und wird dem Beginn des 16. Jahrhunderts zugeordnet. Es ist nicht mehr nachzuweisen, was im Bildstock dargestellt war; das spitzgieblige einfache Bildhäuschen ist heute leer. Der in einer breiten quadratischen Sockelplatte steckende oberirdisch knapp 2,30 m messende Häuschenbildstock hat einen im unteren Teil gestuften Schaft und ist im Mittelteil an den beiden vorderen Kanten gefast. Das Häuschen mit tiefer Bildnische und steilem Dach mit gekerbtem Dachrand ist auf der rechten Vorderseite an Dach und Wand durch Abschläge beschädigt. Im Gegensatz zu anderen Bildstöcken im Odenwaldraum ist weder eine Jahreszahl noch ein Wappen oder eine Inschrift sichtbar. Im Bildbereich lässt sich nur eine ehemals behauene Form vermuten.
Mehrere im Odenwald stehende Bildstöcke könnten ein Beispiel sein, welches Bild bzw. Figur sich in der Bildnische befunden haben könnte:

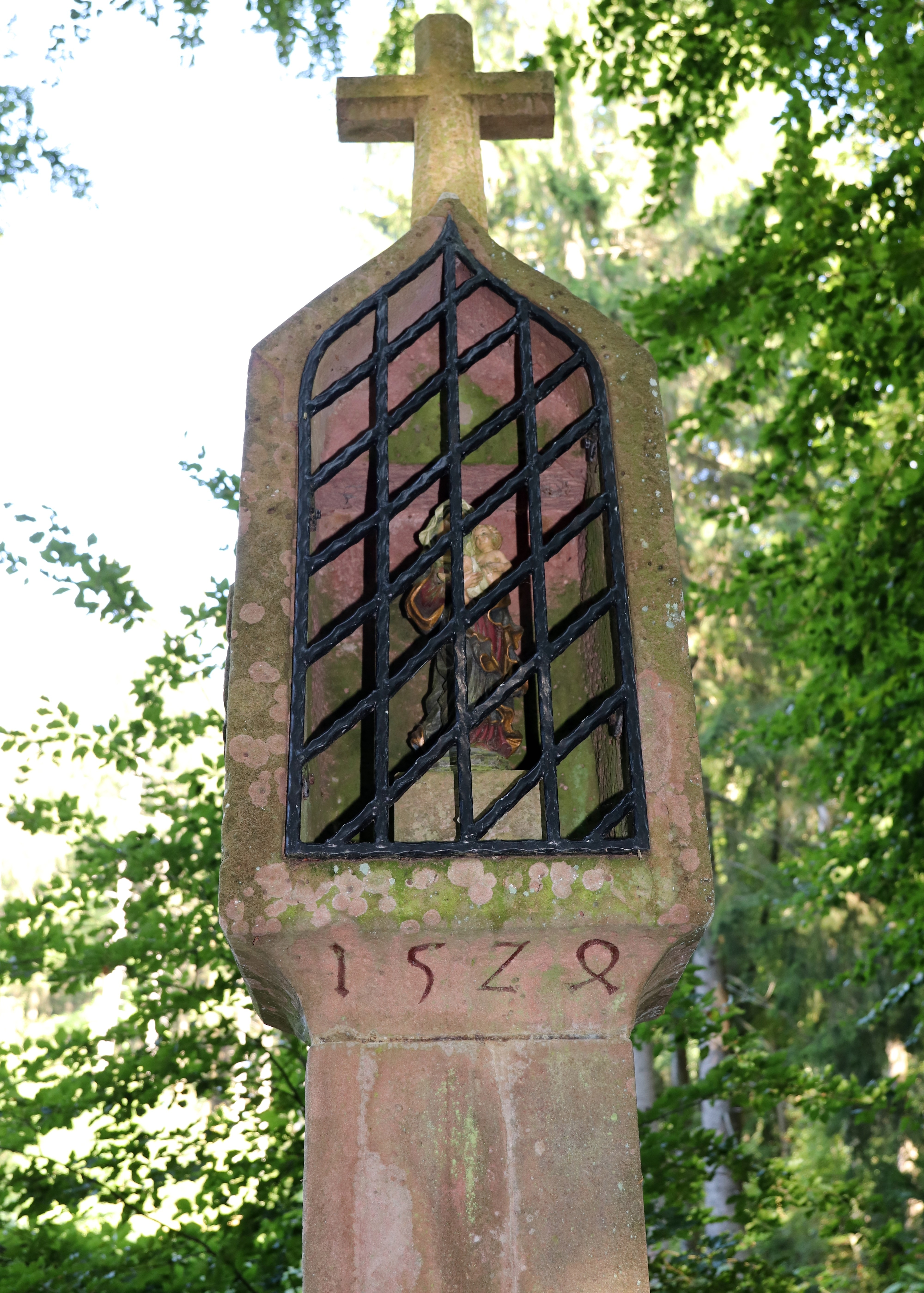
Das Rote Bild von 1524 mit einfacher Marienfigur aus späterer Zeit aus dem südwestlichen Odenwald
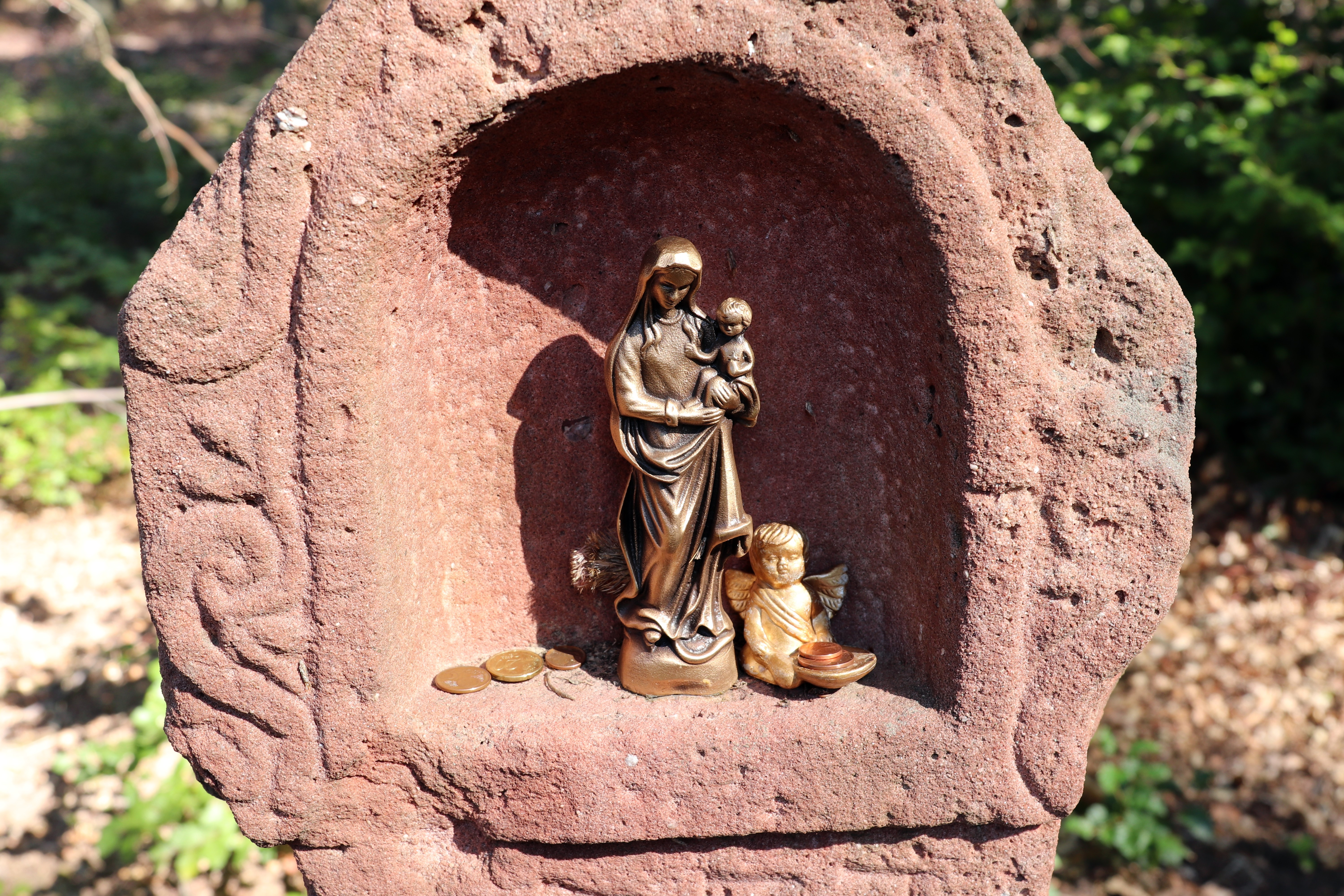
Ein Bildstock von 1732 mit Betfigur aus späterer Zeit aus dem südlicheren Hirschhorn
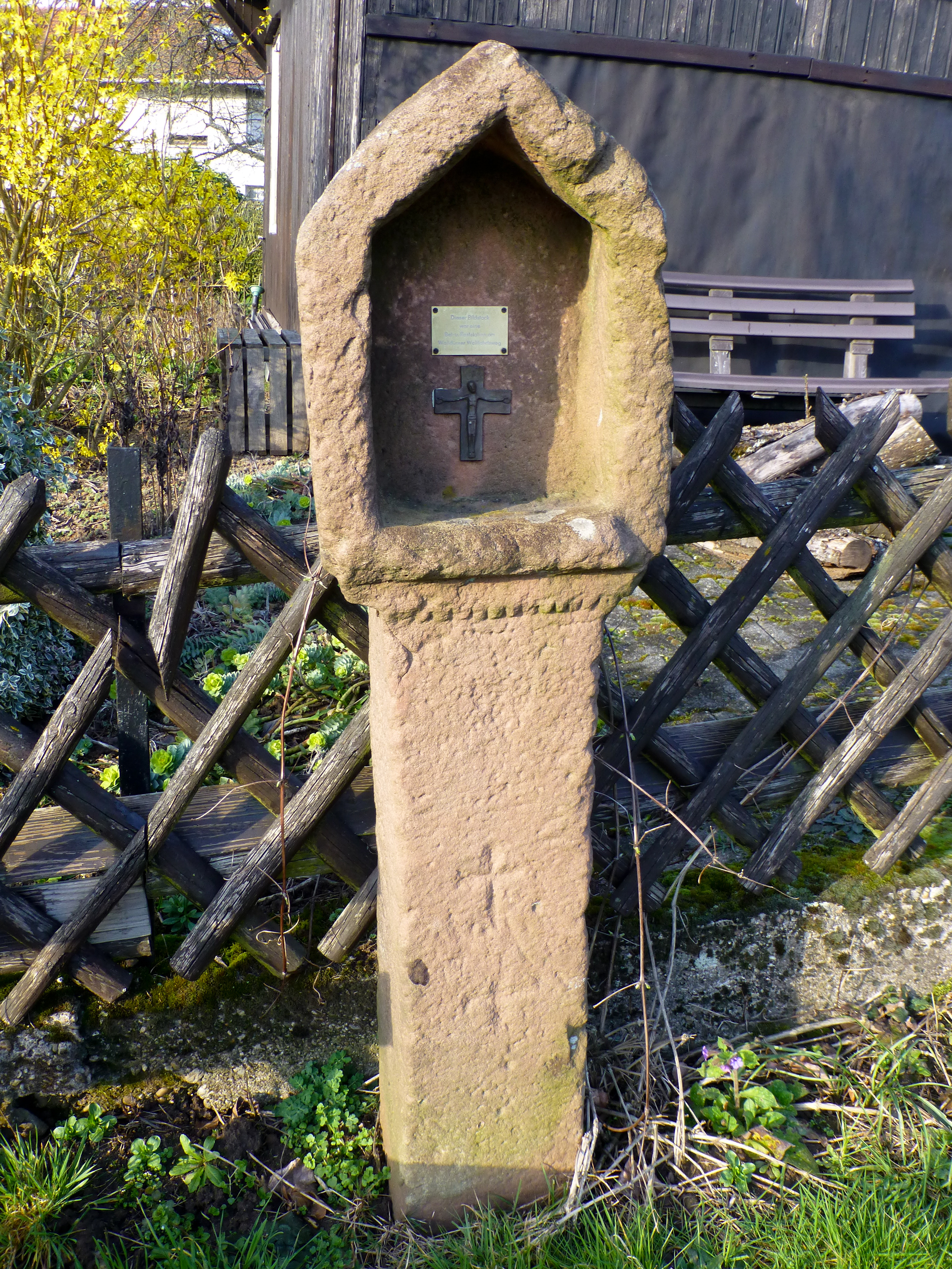
Der ähnlich aussehende aber erheblich kleinere Walldürnbildstock aus dem nördlicheren Ober-Ostern, heute ebenfalls leer und mit einem Kruzifix nachgeschmückt
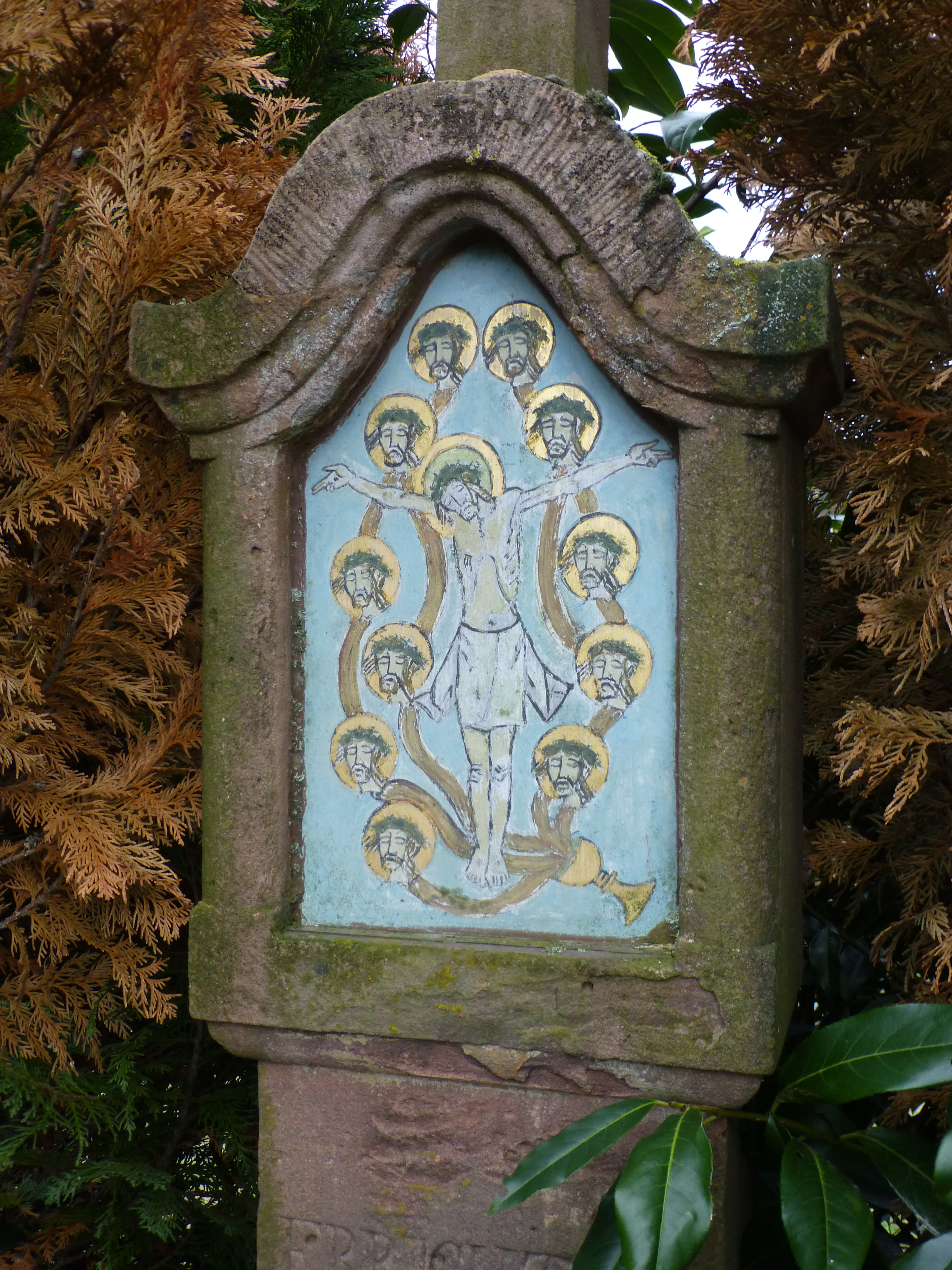
Ein weit jüngerer Walldürnbildstock (1852) östlich von Kirschhausen mit einem Blutbild

Der ungewöhnlich große Bildstock ist als hessisches Kulturdenkmal Nummer 10813 eingetragen (siehe Liste der Kulturdenkmäler in Olfen). Eine Informationstafel der Museumsstraße Odenwald-Bergstraße steht neben dem Bildstock, der zum Wanderweg abgegrenzt ist und an der Wegkreuzung eine Ruhebank aufweist.

## Geschichte
Da das Waldhufendorf Olfen, 1398 erstmals als Lehen der Kurpfalz an das Haus Erbach erwähnt, Teil der Grafschaft Erbach und diese spätestens ab 1540 unter Graf Eberhard XIV. endgültig evangelisch geworden war, muss der Bildstock um einiges älter sein. 
Der Bildstock befindet sich auf etwa halber Strecke des Weges, den die Olfener Einwohner zu ihrer einstigen Mutterkirche nach Güttersbach zurücklegen mussten. Er steht an der Gemarkungsgrenze von Olfen und Güttersbach. Das Olfener Bild diente wohl auch als Sammlungs- bzw. Rastort der nach Schöllenbach oder Walldürn pilgernden katholischen Wallfahrer.
Der Bildstock wurde auch mit Sagen über Hexen und Druiden in Verbindung gebracht. Mößinger sieht das jedoch als eine erst in neuerer Zeit aufgekommene und nicht haltbare Vermutung an. Nur beim Bildstock nahe Ünglert bei der Wildenburg im östlichen Odenwald, der unter der Nische einen Drudenfuß als „Schutz gegen Hexen oder Unholde“ eingehauen trägt, ist solches tatsächlich nachweisbar.
1838 soll sich hier das „gefährliche Subjekt“ Jean Baptist Rieger während einer Ruhepause seinem Gefangenentransport durch Flucht entzogen haben.